# Maid of the Loch
Die Maid of the Loch ist ein 1953 gebauter, britischer Raddampfer.

## Geschichte
Das Schiff mit genietetem Rumpf wurde unter der Baunummer 1474 auf der Werft A. & J. Inglis in Glasgow für die British Transport Commission gebaut. Anschließend wurde das fertige Schiff wieder zerlegt und mit der Eisenbahn nach Balloch im Süden des Loch Lomonds transportiert. Hier wurde es auf dem Balloch Steam Slipway wieder zusammengebaut und am 5. März 1953 zu Wasser gelassen. Das Schiff wurde am 22. Mai 1953 getauft und am 25. Mai 1953 in Dienst gestellt. Es war das letzte im Vereinigten Königreich und das größte für den Betrieb auf einem britischen Binnensee gebaute Dampfschiff. Die Baukosten beliefen sich auf £ 187.000.
1957 wurde die 1948 verstaatlichte Caledonian Steam Packet Company aus der British Transport Commission ausgegliedert und das Schiff in der Folge von der Caledonian Steam Packet Company betrieben. Durch den Zusammenschluss der Caledonian Steam Packet Company mit David MacBrayne kam das Schiff in den 1970er Jahren zu Caledonian MacBrayne, nachdem das Unternehmen Ende der 1960er / Anfang der 1970er Jahre vorübergehend von der Scottish Transport Group kontrolliert wurde.
Caledonian Steam Packet Company und später Caledonian MacBrayne nutzten das Schiff für Ausflugsfahrten auf dem Loch Lomond. In den 1970er Jahren sanken die Fahrgastzahlen und das Schiff wurde schließlich 1981 außer Dienst gestellt. Das Schiff war der letzte auf dem Loch Lomond verkehrende Raddampfer. In den folgenden Jahren wurde das Schiff mehrfach verkauft. Versuche, es wieder in Fahrt zu setzen, schlugen fehl. Im Dezember 1992 wurde das Schiff vom Dumbarton District Council übernommen.
1995 wurde das Schiff auf die Loch Lomond Steamship Company übertragen, die den Erhalt und den Betrieb des historischen Raddampfers zum Ziel hat. Die Loch Lomond Steamship Company restauriert das Schiff, um es wieder in einen fahrbereiten Zustand zu bekommen. Im Juli 2021 wurde es in Balloch aufgeslipt, um Reparaturen am Rumpf durchführen zu können. Ein vorheriger Versuch, das Schiff an Land zu ziehen, war im Januar 2019 fehlgeschlagen.
Das Schiff ist unter der Nummer 477 in das von der Organisation National Historic Ships UK geführte National-Historic-Fleet-Register eingetragen.

## Technische Daten und Ausstattung
Das Schiff wird von einer Zweizylinder-Verbund-Dampfmaschine angetrieben, die auf zwei seitliche Schaufelräder wirkt.
Das Schiff verfügt über geschlossene Fahrgasträume auf dem Hauptdeck. Darüber befinden sich das Promenadendeck sowie zwei Decksaufbauten mit weiteren Fahrgasträumen. Über den Decksaufbauten befindet sich ein Sonnendeck sowie im vorderen Bereich das Steuerhaus. Im Rumpf sind unter anderem der Maschinenraum, die Kombüse und Räume für die Schiffsbesatzung untergebracht.